# Episodi di New Girl (prima stagione)

Immagine dalla sigla utilizzata dell'episodio pilota della serie. A sinistra s'intravede Damon Wayans Jr., tra i protagonisti del pilot ma poi rimpiazzato nella stagione regolare da Lamorne Morris; in seguito l'attore tornerà nel cast della serie a partire dalla terza stagione.

La prima stagione della serie televisiva New Girl, composta da ventiquattro episodi, è stata trasmessa in prima visione assoluta negli Stati Uniti d'America da Fox dal 20 settembre 2011 all'8 maggio 2012.
L'episodio pilota era già stato distribuito online dal 6 settembre sulla piattaforma iTunes (primo caso del genere al mondo), e dal 13 settembre su Hulu e sul sito web fox.com; era stato inoltre reso disponibile, sempre in anteprima, su TiVo, sulle in-flight TV di Frontier Airlines e JetBlue Airways, e sul blog hellogiggles.com, co-creato dalla protagonista Zooey Deschanel.
Dopo due episodi trasmessi, la Fox ha deciso di portare la stagione da 13 a 24 episodi. Dopo la trasmissione del terzo episodio, la serie è stata temporaneamente sospesa per far spazio all'esordio della versione statunitense di The X Factor e ai play-off dell'American League Championship Series, ritornando in palinsesto dal 1º novembre successivo.
In Italia la stagione è stata trasmessa in prima visione dal canale satellitare Fox dal 25 gennaio all'11 luglio 2012; il primo episodio era già stato reso disponibile in anteprima gratuita sul sito web dell'emittente e sul canale YouTube di Fox International Channels Italy a partire dal 19 gennaio 2012. In chiaro è stata trasmessa su MTV dall'11 gennaio 2013, con un'anteprima dei primi due episodi il 25 dicembre 2012.
| nº | Titolo originale    | Titolo italiano                | Prima TV USA      | Prima TV Italia  |
| -- | ------------------- | ------------------------------ | ----------------- | ---------------- |
| 1  | Pilot               | Jess                           | 20 settembre 2011 | 25 gennaio 2012  |
| 2  | Kryptonite          | Criptonite                     | 27 settembre 2011 | 25 gennaio 2012  |
| 3  | Wedding             | Viva gli sposi                 | 4 ottobre 2011    | 1º febbraio 2012 |
| 4  | Naked               | Nudo frontale                  | 1º novembre 2011  | 8 febbraio 2012  |
| 5  | Cece Crashes        | Compagni di letto              | 8 novembre 2011   | 15 febbraio 2012 |
| 6  | Thanksgiving        | Il tacchino                    | 15 novembre 2011  | 22 febbraio 2012 |
| 7  | Bells               | Campanelle                     | 29 novembre 2011  | 29 febbraio 2012 |
| 8  | Bad in Bed          | Le regole del sesso            | 6 dicembre 2011   | 7 marzo 2012     |
| 9  | The 23rd            | Le luci di Natale              | 13 dicembre 2011  | 14 marzo 2012    |
| 10 | The Story of the 50 | Festa di compleanno            | 17 gennaio 2012   | 21 marzo 2012    |
| 11 | Jess and Julia      | Jess e Julia                   | 31 gennaio 2012   | 28 marzo 2012    |
| 12 | The Landlord        | Il padrone di casa             | 7 febbraio 2012   | 4 aprile 2012    |
| 13 | Valentine's Day     | San Valentino                  | 14 febbraio 2012  | 11 aprile 2012   |
| 14 | Bully               | Il bullo                       | 21 febbraio 2012  | 18 aprile 2012   |
| 15 | Injured             | Infortunato                    | 6 marzo 2012      | 25 aprile 2012   |
| 16 | Control             | Controllo                      | 13 marzo 2012     | 2 maggio 2012    |
| 17 | Fancyman (Part 1)   | Amore a prima vista (1ª parte) | 20 marzo 2012     | 30 maggio 2012   |
| 18 | Fancyman (Part 2)   | Amore a prima vista (2ª parte) | 27 marzo 2012     | 30 maggio 2012   |
| 19 | Secrets             | Segreti                        | 3 aprile 2012     | 6 giugno 2012    |
| 20 | Normal              | Gioco alcolico                 | 10 aprile 2012    | 13 giugno 2012   |
| 21 | Kids                | La babysitter                  | 17 aprile 2012    | 20 giugno 2012   |
| 22 | Tomatoes            | Pomodori                       | 24 aprile 2012    | 27 giugno 2012   |
| 23 | Backslide           | A volte ritornano              | 1º maggio 2012    | 4 luglio 2012    |
| 24 | See Ya              | Ci vediamo!                    | 8 maggio 2012     | 11 luglio 2012   |

## Jess
- Titolo originale: Pilot
- Diretto da: Jake Kasdan
- Scritto da: Liz Meriwether

### Trama
Dopo aver sorpreso il suo fidanzato Spencer con un'altra, Jess cerca un altro appartamento dove vivere e la ricerca la conduce a trovare la casa dei suoi sogni, un loft che deve però dividere con tre ragazzi: Nick, anche lui reduce da una recente rottura con Caroline; Coach, che non riesce a comunicare con le ragazze e Schmidt, il classico donnaiolo. Grazie ai suoi tre nuovi amici e alla sempre presente amica-modella Cece, Jess riprende presto in mano la sua vita; esce con i suoi tre amici e, dopo aver fatto ragionare Nick sulla fine della sua relazione, incontra un ragazzo che le chiede di uscire. L'indomani, mentre Nick, Coach e Schmidt si recano alla festa dell'anno dove Nick riesce finalmente a fronteggiare Caroline, i tre incontrano il ragazzo che doveva uscire con Jess (che le ha dato buca senza avvertirla) così, preoccupati per l'amica, corrono al ristorante da lei dove, grazie a loro, riesce a tirarsi su e a passare una bella serata.
- Ascolti USA: telespettatori 10 280 000[14]

## Criptonite
- Titolo originale: Kryptonite
- Diretto da: Jake Kasdan
- Scritto da: Elizabeth Meriwether

### Trama
Dopo la partenza di Coach e il ritorno del vecchio coinquilino Winston dalla Lettonia, le cose nel loft si complicano in quanto il ragazzo vorrebbe riprendersi la sua vecchia stanza (la più grande dell'appartamento), ora occupata da Schmidt. Jess intanto, dopo aver rotto l'unico televisore della casa, viene spinta dagli amici ad affrontare il suo ex fidanzato Spencer per riprendersi le proprie cose, tra cui la sua vecchia TV. Jess è preoccupata dall'incontro perché, pur odiandolo, non sa resistere ai suoi capelli, cosa che la manda completamente nel pallone. Il primo tentativo si rivela un fallimento. In seconda battuta Jess viene spalleggiata dagli amici e riesce non solo a riprendere tutte le proprie cose, ma a dire finalmente all'ex ragazzo quello che veramente pensa di lui. Infine Winston riesce a riavere la sua stanza dopo aver ingannato Schmidt con la psicologia inversa.
- Ascolti USA: telespettatori 9 280 000[15]

## Viva gli sposi
- Titolo originale: Wedding
- Diretto da: Jason Winer
- Scritto da: Donick Cary

### Trama
Invitati a un matrimonio, i ragazzi decidono di costruirsi dei personaggi: Nick finge di essere fidanzato con Jess per far ingelosire Caroline, anche lei invitata; Winston, lavorando al matrimonio nel personale addetto, cerca di mantenere alto il suo orgoglio, minato però dalla presenza di un irritante bambino; Schmidt, colto di sorpresa dalla presenza di Brooke, la sua ragazza dei desideri, prova finalmente a conquistarla. Il tentativo di Nick e Jess di far ingelosire Caroline sembra inizialmente funzionare, però presto si scopre che la ragazza ha una nuova relazione, cosa che manda Nick in crisi, superata solo grazie l'intervento dell'amica. Intanto Winston inizia una sfida a distanza col bambino, che termina solo con un duello sulla pista da ballo. Dal canto suo Schmidt sembra riuscire nel suo intento con Brooke, ma invece finisce di nuovo nel letto di Gretchen, una ragazza con la quale ha una strana relazione che ha luogo solo durante i matrimoni.
- Ascolti USA: telespettatori 8 650 000[16]
- Guest star: Katie Cassidy

## Nudo frontale
- Titolo originale: Naked
- Diretto da: Jake Kasdan
- Scritto da: J.J. Philbin

### Trama
Nick ha un appuntamento con Amanda, una sua collega del bar, il primo dalla fine della storia con Caroline. Purtroppo le rivelazioni degli amici riguardo al suo fisico non perfetto lo mettono in crisi, tanto da portarlo a osservarsi per ore allo specchio. Accidentalmente, Jess entra in camera sua e lo sorprende nudo, mettendosi a ridere, creando così una situazione di grande imbarazzo tra loro; inoltre questo fatto porta a galla la strana gelosia di Schmidt, l'unico degli amici a non averlo mai visto nudo. Intanto Winston è alla prese con dei problemi di autostima, poiché dopo aver passato due anni all'estero si sente ora fuori dal mondo e non sa più che strada prendere nella vita. La sera, durante l'appuntamento con Amanda, Nick non riesce a togliersi dalla mente la risata di Jess, si comporta da idiota e finisce per scappare. L'indomani, mentre Schmidt riesce ad aiutare Winston a superare le sue paure verso il futuro, Jess per rimediare al suo guaio parla con Cece, che le consiglia di pareggiare le cose e di mostrarsi a sua volta nuda con Nick: così facendo Jess crea però un guaio ancora più grosso perché si fa sorprendere anche da Amanda, e la cosa porta ancora più imbarazzo in casa. Solo quando Nick capisce che in realtà non vuole una storia di sesso, i due riescono a tornare alla loro amicizia.
- Ascolti USA: telespettatori 7 420 000[17]

## Compagni di letto
- Titolo originale: Cece Crashes
- Diretto da: John Hamburg
- Scritto da: Rachel Axler

### Trama
Dopo la rottura con il suo ultimo ragazzo, Cece viene ospitata per un paio di giorni a casa di Jess. La sua permanenza crea scompiglio nelle abitudini degli uomini: in particolare, Schmidt entra in competizione con Winston nel cercare di far colpo sulla ragazza. Nick invece, che rimane estraneo a questa competizione, viene preso di mira da Jess la quale, dopo un discorso con Cece, ha ora il dubbio che Nick provi qualcosa per lei. Dopo aver chiarito tutti i problemi tra loro, Nick e Jess riescono a tornare amici come prima con, forse, qualcosa di più profondo tra loro. Cece, dal canto suo, dopo aver capito di essersi comportata male con Schmidt, gli permette di dormire insieme nel suo letto, rendendo il ragazzo molto felice anche solo per averle potuto tenere la mano durante la notte.
- Ascolti USA: telespettatori 6 840 000[18]

## Il tacchino
- Titolo originario: Thanksgiving
- Diretto da: Miguel Arteta
- Scritto da: Berkley Johnson

### Trama
È il giorno del ringraziamento e Jess invita Paul, suo collega a scuola, a trascorrerlo nel loft con lei e i ragazzi. Al pranzo va anche Cece che, cucinando insieme a Schmidt, inaspettatamente capisce di provare qualcosa per lui. Intanto tutti cominciano ad apprezzare Paul, del quale Jess è innamorata, tranne Nick, il quale non riesce proprio a capire cosa abbia di speciale il ragazzo. Per via di un incidente durante la cottura del tacchino, il gruppo si vede costretto a trasferirsi per il pranzo a casa della loro vicina, dove però trovano la donna morta, cosa che sciocca Paul. Il pranzo inevitabilmente salta e Jess si arrabbia con Nick per via del suo comportamento, dato che Paul le piaceva molto. I ragazzi finiscono così per trascorrere la festa come facevano tutti gli anni, andando al centro commerciale, dove li seguono anche Jess e Cece; qui a sorpresa li raggiunge anche Paul, rendendo felice Jess.
- Ascolti USA: telespettatori 6 910 000[19]

## Campanelle
- Titolo original: Bells
- Diretto da: Peyton Reed
- Scritto da: Luvh Rakhe

### Trama
Nick e Schmidt hanno un duro litigio in quanto Schimidt, guadagnando di più, fa pesare la cosa all'amico rinfacciandogli di essere uno sfigato. Jess intanto aiuta dei ragazzi a organizzare uno spettacolo musicale con le campane; durante i preparativi Winston decide di aiutarli, ma la sua vena agonistica prende il sopravvento, finendo per essere licenziato dal suo nuovo lavoro, ed essere cacciato da Jess. La situazione in casa degenera e, mentre Nick e Winston si rendono conto che non possono andare avanti così, Jess incoraggia i suoi ragazzi a esibirsi. Proprio nel momento dello spettacolo, i suoi tre fedeli amici si presentano da lei e, insieme a Winston, i ragazzi si esibiscono davanti a un piccolo pubblico, a dir la verità non molto interessato, tra cui Nick e Schmidt, che sono riusciti a chiarirsi del tutto.
- Ascolti USA: telespettatori 7 590 000[20]

## Le regole del sesso
- Titolo originale: Bad in Bed
- Diretto da: Jesse Peretz
- Scritto da: Josh Malmuth

### Trama
Jess e Paul provano a copulare per la prima volta, ma la ragazza si blocca e, per ovviare al problema, chiede consiglio ai suoi tre amici, che però non fanno altro che peggiorare la situazione. Così, pronta per il nuovo appuntamento, va a fare shopping con Cece, ma una volta tornata a casa, mentre sta per prepararsi, viene rapita dai video porno presenti sul computer di Schmidt: quella visione la fa cadere ancor più in depressione, in quanto pensa di essere totalmente incapace a letto. Di nuovo chiede aiuto ai suoi coinquilini, che però non riescono ad aiutarla e, nuovamente, il tentativo di copulare con Paul si rivela un fallimento. Schmidt intanto, minacciato da una sua collega, riesce a farsi invitare alla festa pre-parto del suo capo, durante la quale fa un'ottima impressione su di lei, riuscendo a entrare nelle sue grazie. Nel frattempo Nick non vuole ad andare da un parrucchiere per farsi tagliare i capelli; solo alla fine, dopo un profondo discorso fatto a Jess, riesce a lasciarsi andare. Alla fine Jess, imbarazzata per quanto successo con Paul, ascolta i consigli degli amici e, una volta rincontrato Paul, riesce finalmente a rilassarsi e a fare l'amore con lui, in ascensore.
- Ascolti USA: telespettatori 6 790 000[21]

## Le luci di Natale
- Titolo originale: The 23rd
- Diretto da: Jason Winer
- Scritto da: Donick Cary

### Trama
È Natale: i ragazzi, come tutti gli anni, prima di tornare dalle rispettive famiglie partecipano alla festa organizzata dal capo di Schmidt, durante la quale quest'ultimo è costretto a ridicolizzarsi vestendosi da Babbo Natale sexy. Prima di recarsi alla festa Jess si scambia i regali con Paul ma, durante i ringraziamenti, il ragazzo le confessa di amarla, ricevendo in cambio solo un imbarazzato «grazie». Durante la festa, dopo aver raccontato tutto a Nick, Jess si rifugia in bagno dove trova anche Cece, in fuga dal suo nuovo ragazzo (che neanche le ha fatto il regalo, a differenza di Schmidt). In sala intanto, Nick parla con Paul e, a causa di un fraintendimento, racconta della chiacchierata con Jess facendo entrare in crisi il ragazzo; più tardi, Paul ha un confronto con Jess, alla fine del quale si sente obbligato a lasciarla. Dal canto suo, Cece lascia il ragazzo e consiglia a Schimdt di farsi valere contro le sue colleghe; preso coraggio, il ragazzo segue i consigli dell'amica e affronta finalmente il suo capo. Invece Winston, come si era ripromesso, riesce a trovare un possibile lavoro grazie a uno strano feeling instaurato con un bambino, figlio di una collega di Schmidt. Finita la festa, come al suo solito Nick perde il volo aereo per tornare a casa ma, quest'anno, per un motivo valido: far avere il suo Natale a Jess e portarla a vedere gli addobbi e le luci natalizie a Candy Cane Lane.
- Ascolti USA: telespettatori 6 820 000[22]

## Festa di compleanno
- Titolo originale: The Story of the 50
- Diretto da: Troy Miller
- Scritto da: Luvh Rakhe

### Trama
I ragazzi incitano Schmidt a mettere 50$ nel barattolo degli idioti. Due giorni prima: Schmidt organizza una mega festa per i suoi 29 anni, che però per un imprevisto salta. Jess, intenerita dall'amico, decide di organizzargli a sua volta una festa su un bus e per farlo ricorre all'amica Tania. Durante la festa, Nick presenta agli amici la sua nuova ragazza, Julia che, però, ha problemi di controllo con la rabbia e finisce per colpire Benjamin, un vecchio amico di Schmidt che non smette di umiliarlo. Nonostante qualche imprevisto, la festa va alla grande e, rimasti soli, Schmidt prova a baciare Jess: motivo dei 50$ da mettere nel barattolo. Dopo un iniziale tentativo di negoziare il prezzo, Schmidt paga il suo debito e, tra le risate, tutto torna alla normalità.
- Ascolti USA: telespettatori 6 970 000[23]

## Jess e Julia
- Titolo originale: Jess and Julia
- Diretto da: Jake Kasdan
- Scritto da: Luvh Rakhe

### Trama
La storia tra Julia e Nick continua e, nonostante gli sforzi di Jess, tra le due ragazze sembra non scorrere buon sangue. Jess prova a informare Nick della cosa ma il ragazzo non capisce le dinamiche femminili e non riesce a seguire il discorso dell'amica. Incontrata Julia al bar poi, Nick si rende conto che i desideri nella coppia sono diversi: la ragazza infatti, gli confessa di frequentare altri uomini. L'indomani, preso coraggio, Jess si sfoga con Julia per come l'ha trattata e, la sera, la ragazza va a casa sua per scusarsi e, di contro, trova Jess pronta a perdonarla. Tornato Nick, Julia gli confessa di volere una storia solo con lui e, finalmente, i due si dichiarano fidanzati. Winston comincia a rifrequentare una ragazza lasciata due anni prima. Schmidt comincia una sua battaglia per gli asciugamani in bagno sempre umidi quando, per una fatalità, scopre di condividere il suo asciugamano con Nick.

## Il padrone di casa
- Titolo originale: The Landlord
- Diretto da: Peyton Reed
- Scritto da: Joe Port e Joe Wiseman

### Trama
Jess accusa Nick di essere troppo chiuso e di dare poca fiducia alle persone così, per dimostrargli che tutti hanno un lato buono, va a parlare con Remy, il padrone di casa il quale, dopo un inconveniente, sale a casa dei ragazzi scoprendo che all'interno dell'appartamento vivono quattro persone invece di tre. Jess però, riesce a calmare l'uomo e a fargli fare qualche lavoro per casa, cosa che Nick non vede bene. Durante la cena, i tre rimangono soli e Remy, fraintendendo le intenzioni dei ragazzi, pensa che Jess e Nick vogliano fare un ménage à trois, fermato solo grazie l'ammissione di Jess di avere torto e l'arrivo di Winston in casa. Schmidt deve fare i conti con il suo capo che gli manda messaggi controversi. Così, dopo aver chiesto consiglio a Cece, si decide finalmente a baciarla, venendo però fermato dalla polizia che pensa stia violentando la donna. L'indomani, in ufficio, Schmidt si scusa con la donna la quale gli chiede di fare un lavoro per lei e il ragazzo, fraintendendo il suo capo, finisce per mettersi in videoconferenza con Tokyo in mutande.

## San Valentino
- Titolo originale: Valentine's Day
- Diretto da: Tucker Gates
- Scritto da: Lesley Wake Webster

### Trama
È San Valentino e, mentre Nick prova a passare un vero e proprio San Valentino con Julia, Winston prova ancora a riconquistare la sua vecchia fiamma. Jess esce con Schmidt per provare ad avere una storia di una notte sola. I piani dei ragazzi però, non vanno come previsto: Nick si ritrova a festeggiare San Valentino prima insieme all'assistente di Julia, occupata dal lavoro, e poi solo; Winston festeggia insieme a tre donne passando una serata tra trattamenti di bellezza che, però, gli permettono di ottenere la sua secondo possibilità; Jess incontra un ragazzo con il quale sembra poter realizzare il suo desiderio ma, poco dopo, si rende conto di non esserne capace. Così tornata a casa, decide di provarci con Schmidt ma, fortunatamente, viene fermata da Nick. Schmidt intanto, è con Cece la quale, dopo averci passato la notte insieme, vuole mantenere il segreto.

## Il bullo
- Titolo originale: Bully
- Diretto da: Dan Attias
- Scritto da: David Walpert

### Trama
Schmidt continua ad avere una relazione sessuale con Cece, che, nonostante voglia smettere, continua sempre per tornare da lui. Schmidt però, dopo essersi reso conto che la ragazza si vergogna di lui, convince Cece a fare colazione con lui e, addirittura a farle accettare di rendere pubblica, in quel locale, la loro relazione. Nick riceve un cactus da Julia, in viaggio per lavoro a Pechino. Subito il ragazzo pensa che lei voglia rompere con lui e, dopo averle mandato diversi messaggi, riceve la conferma dei suoi sospetti quando Julia torna dal viaggio e rompe con lui. Jess intanto, deve confrontarsi con Brianna, una bulletta della sua classe che, dopo aver preso di mira un suo compagno, ora prende di mira proprio la maestra. Dopo averle giocato un colpo basso, Jess però riesce a parlare con la bambina e a instaurare un rapporto civile con lei.

## Infortunato
- Titolo originale: Injured
- Diretto da: Lynn Shelton
- Scritto da: Joe Port, Joe Wiseman e J.J. Philbin (soggetto); J.J. Philbin (sceneggiatura)

### Trama
Jess, Nick, Schmidt e Winston si preparano per giocare a football ma, durante uno scontro, Jess colpisce duramente Nick che, impossibilitato a muoversi, viene accompagnato dalla ragazza dalla sua amica ginecologa. Dopo avergli dato degli antidolorifici, la dottoressa nota una cisti sul collo di Nick e, vista anche la posizione, gli prenota un esame specifico per l'indomani. Jess, disperata per l'amico, condivide la notizia con Schmidt, Winston e Cece che, riunitisi al bar proprio da Nick, sembrano preparargli una veglia per il suo funerale. A fine serata, per farlo sfogare, i ragazzi convincono Nick ad andare al mare e tuffarsi cosa che, però, rivela la paura del ragazzo di andare al controllo. Dopo aver dormito in spiaggia, i ragazzi corrono in ospedale dove, dopo aver pagato la visita per l'amico, scoprono che, in realtà, non era niente di grave ma solo una cisti. Usciti, i ragazzi stanno per andare via in macchina di Winston che, però, non parte e, finalmente, il ragazzo si trova costretto ad abbandonare l'auto.

## Controllo
- Titolo originale: Control
- Diretto da: Jesse Peretz
- Scritto da: Brett Baer e Dave Finkel

### Trama
I rapporti tra Winston e Nick sono molto tesi a causa di un debito di gioco e la situazione peggiora quando Jess, convinta di poter cambiare Schmidt e aiutarlo a sciogliersi, riesce nel suo intento trasformando il ragazzo in una sorta di hippy. Le condizioni della casa, la cucina e il cibo, mansioni di Schmidt vanno sempre di più verso il declino fino a quando Jess non riesce ad ammettere di aver sbagliato e cerca di far tornare in sé l'amico. Dopo un lungo discorso, Schmidt torna finalmente a essere quello di sempre e anche la casa torna in ordine.
Tutti stanno dormendo, Schmidt compreso, quando Cece si intrufola in camera sua per fare l'amore con lui senza farsi scoprire.

## Amore a prima vista (1ª parte)
- Titolo originale: Fancyman (Part 1)
- Diretto da: Peyton Reed
- Scritto da: J.J. Philbin e Nick Adams

### Trama
Nick non riesce a comprare un cellulare a causa del suo basso credito di affidabilità e, quando Jess si trova costretta a chiedere scusa a Russell, un ricco donatore della scuola, nonché padre di una sua alunna, Nick è il primo a sostenere che l'amica non dovrebbe abbassarsi a tanto. Spinta dai consigli degli amici, Jess decide di andare in ufficio dall'uomo ma, durante il tragitto, la sua macchina si ferma e, casualmente, è proprio Russell ad aiutarla e a invitarla poi a casa sua per una festa. Jess decide di andare con Nick che, però, si lascia conquistare dal fascino della ricca casa dell'uomo e da Russell stesso che, tra le tante cose, gli regala un cellulare. Jess solo grazie l'aiuto di Nick capisce di dover dare una possibilità all'uomo e decide di accettare l'invito a cena da parte sua.
Schmidt supera Winston d'intelligenza nei giochi Trivial ma, nonostante i suoi sforzi, Winston conquista Shelby e i due finalmente decidono di mettersi insieme.

## Amore a prima vista (2ª parte)
- Titolo originale: Fancyman (Part 2)
- Diretto da: Matt Shakman
- Scritto da: Berkley Johnson e Kim Rosenstock

### Trama
Nick invita a casa un suo amico, Dirk che con le sue supposizioni fa nascere una situazione di tensione tra Schmidt e Cece: il ragazzo infatti non vuole più essere il suo schiavo sessuale. Winston dopo aver capito di aver sbagliato a lasciar andare Shelby in Messico, decide di prendere la macchina di Schmidt per raggiungerla, ignaro del fatto che proprio l'amico insieme a Cece è nel portabagagli a copulare. Solo alla dogana i due verranno scoperti e pregano Winston di mantenere il loro segreto. Nick intanto decide di assecondare Dirk e di organizzare una festa per uscire con le ventenni. Jess, dopo l'imbarazzante uscita con Russell, ascolta i consigli di Cece e decide di uscire di nuovo con lui che, dopo l'ennesima imbarazzante uscita, la raggiunge a casa dove decide di accompagnarla a riportare le ragazze nei dormitori. In macchina i due riescono a parlare e, finalmente, si baciano.

## Segreti
- Titolo originale: Secrets
- Diretto da: David Wain
- Scritto da: Josh Malmuth

### Trama
Il segreto di Schmidt e Cece viene fuori e Jess, arrabbiata con i due per averglielo tenuto nascosto, non riesce più a fidarsi dell'amica.
Nick chiede aiuto a Schmidt per imparare a gestire le varie relazioni che sta avendo con le ragazze del college e, con sua sorpresa, scopre che i consigli dell'amico funzionano.
Cece e Jess partecipano a una maratona di beneficenza durante la quale Jess capisce perché l'amica non le aveva parlato della sua storia: a lei piace veramente Schmidt. Dopo averlo fatto ammettere a Cece, le due riescono a chiarire e, amiche come prima, tornano a casa con la promessa di non raccontare a nessuno che Cece prova qualcosa per Schmidt.

## Gioco alcolico
- Titolo originale: Normal
- Diretto da: Jesse Peretz
- Scritto da: Luvh Rakhe

### Trama
Dopo aver trascorso una settimana a casa di Russell, seguendo il consiglio di Cece, Jess invita l'uomo a trascorrere il week end a casa sua con i suoi amici. Il week end ha inizio e le cose sembrano non andare molto bene e Russell può osservare da vicino la vita e i problemi della ragazza. Jess, preoccupata per la situazione, propone di fare un gioco alcolico che riscuote molto successo e, alla fine del quale, Russell dà anche dei consigli a Winston riguardo al suo nuovo lavoro e a Nick e Schmidt riguardo alla loro idea di un'applicazione per telefoni. L'indomani però, Jess è molto arrabbiata con Russell e, dopo un incidente avuto a causa dell'applicazione di Nick e Schmidt, l'uomo se ne va. Stanca di quella situazione, Jess decide di andare da lui per continuare la discussione alla fine della quale, i due si ritrovano più uniti che mai.
Winston decide di seguire il consiglio di Russell per poi pentirsene subito dopo. Raccontando tutto al suo capo però, Winston non perde il suo lavoro ma, anzi, riesce a ottenere maggior rispetto.
- Guest star: Kareem Abdul-Jabbar (se stesso)

## La babysitter
- Titolo originale: Kids
- Diretto da: Tristram Shapeero
- Scritto da: Donick Cary e Lesley Wake Webster

### Trama
Cece ha un ritardo e confessa a Jess di aver paura di essere incinta, pregandola di mantenere il segreto con Schmidt che, però, lo scopre. Il ragazzo pare molto felice della notizia, nonostante Cece non sembri molto entusiasta.
Jess passa la giornata con la figlia di Russell che, appena vede Nick, si innamora dell'uomo.
Nick intanto, esce con Cloe, una ragazza che sembra piacergli molto fino a quando scopre la sua età: la ragazza ha infatti diciotto anni. La giornata, tra alti e bassi, si conclude e Nick riesce a convincere la figlia di Russell di non essere innamorata di lui.
Cece scopre di non essere incinta e, con dispiacere di entrambi, se ne va lasciando Schmidt triste e solo.
Winston accompagna il suo capo a un incontro televisivo.

## Pomodori
- Titolo originale: Tomatoes
- Diretto da: Michael Spiller
- Scritto da: David Walpert e Kim Rosenstock

### Trama
Viste le perfette vite sentimentali dei suoi amici, Nick decide di cominciare a piantare pomodori, riscontrando però notevoli difficoltà.
Tra Winston e Shelby le cose vanno a gonfie vele, tanto da procurare una leggera gelosia in Nick.
Dopo la falsa gravidanza, Cece decide di troncare con Schmidt che, per ripicca, esce con la sua coinquilina Nadia. Le cose tra i due non vanno bene e, l'indomani, Schmidt viene ricoverato in ospedale dove Cece corre per sincerarsi delle sue condizioni e confessargli di provare qualcosa per lui.
Jess incontra la ex moglie di Russell e, colta dal panico, decide di invitarla a cena con loro due. Durante la serata però, le cose degenerano e i due hanno un brutto litigio nel quale Jess scorge qualcosa che, come poi le conferma la donna, non ritrova nel suo rapporto: la passione. Così, Jess decide di troncare con lui e, tornando a casa, trova Nick con Caroline. Delusa dal comportamento dell'amico, i due cominciano a discutere con molto fervore e Jess per un momento si accorge che è quella la passione che cercava.

## A volte ritornano
- Titolo originale: Backslide
- Diretto da: Nanette Burstein
- Scritto da: David Quandt

### Trama
Schmidt e Cece per non aggravare il problema di Schmidt, cercano dei diversivi che li porta dalla nonna di Cece. Qui, i due riescono finalmente a dichiararsi l'un l'altro e a decidere di cominciare qualcosa di serio insieme.
Winston sta attraversando un momento d'oro e non riesce a non esternarlo con i suoi amici.
Jess, dopo aver lasciato Russell richiama Paul e copula con lui; il giorno seguente scopre però che il ragazzo è fidanzato con una versione di sé asiatica. Dopo un inizio traumatico, Jess aiuta Paul a dichiararsi alla sua ragazza e a far far loro il grande passo.
Nick è tornato con Caroline e, nonostante i pareri contrari, decide di andare a convivere con lei, lasciando anche Jess di stucco.

## Ci vediamo!
- Titolo originale: See Ya
- Diretto da: Michael Spiller
- Scritto da: Elizabeth Meriwether (soggetto); Brett Baer e Dave Finkel (sceneggiatura)

### Trama
Mentre Jess prova a dissuadere Nick, Schmidt e Winston accettano Neil come nuovo coinquilino. Aiutando Nick con il trasloco però, Winston e Schmidt si ritrovano con l'amico nel bel mezzo del deserto avendo lanciato le chiavi del furgone di sotto: l'uomo ha infatti dato di matto all'idea di trasferirsi da Caroline.
Mentre Cece confessa a Jess di aver assistito a una brutta scenata di gelosia da parte di Schmidt, le due vengono chiamate dai ragazzi che, rimasti bloccati, hanno bisogno di aiuto. Arrivate nel deserto però, anche Jess dà di matto e lancia lontano le chiavi. Bloccati nel deserto per tutta la notte, i ragazzi cercano di passare il tempo nel miglior modo possibile fino a quando però, le cose prendono una piega differente: Schmidt, troppo geloso, cerca di allontanare Cece che, non sapendo cosa dire, non riesce a reagire all'amico; Winston cerca di affrontare la sua paura del buio; Jess e Nick si ritrovano soli nel deserto di fronte a un coyote. Dopo un'intensa chiacchierata, i due riescono a superare l'ostacolo "coyote" e a raggiungere gli altri.
È mattina e, riprese le chiavi, Jess accompagna Nick da Caroline. Dopo i saluti però, Nick sale da Caroline e, proprio quando a casa i ragazzi sono tristi per la partenza dell'amico, Nick torna da loro e, ognuno a modo proprio, festeggia il suo ritorno.